# Bérézina
Pour les articles homonymes, voir Berezina.
La Bérézina (en russe : Березина, Berezina ; en biélorusse : Бярэзіна, Biarezina) est une rivière de Biélorussie, affluent du Dniepr.

## Géographie
Elle prend sa source dans des collines situées à 80 km au nord de Minsk. Après avoir fait une large boucle vers le nord, le cours de la Bérézina s'oriente vers le sud, puis vers le sud-sud-est dans le dernier tiers de son parcours. Une grande partie de sa vallée est marécageuse. Ses principaux affluents sont le Svislotch (rive droite) et le Bobr (rive gauche).
La Bérézina traverse les villes de Baryssaw, Babrouïsk et Svetlahorsk.
La Bérézina a donné son nom à un célèbre parc naturel : Berezinsky qui est une réserve de biosphère.

## Histoire
Le nom de la Bérézina est resté dans le vocabulaire français comme un équivalent de « déroute », ou plutôt d'hécatombe, de graves pertes subies lors d'une situation complètement désorganisée. La bataille de la Bérézina n'est pourtant pas une défaite, mais au contraire une « victoire » de l'armée française. Elle échappa aux forces russes menées par Koutouzov, grâce à une manœuvre habile de Napoléon et au dévouement du régiment de pontonniers néerlandais, qui réussit à construire deux ponts sur cet affluent du Dniepr. Pour permettre le passage des troupes françaises sur l'autre rive, c'est le corps du Maréchal Oudinot, dont les cuirassiers du général Doumerc, qui a tenu en échec les quelque 40 000 soldats russes. Malgré les très lourdes pertes que connut l'armée française, qui donnèrent sa triste réputation à cette bataille, elle échappa malgré tout à la manœuvre d'encerclement russe, et put se retirer vers Vilnius, Napoléon regagnant Paris seul en toute hâte. Mais la faim, le froid et les épidémies eurent bientôt raison des troupes françaises.
La Bérézina fut le théâtre d'autres épisodes guerriers notoires, en 1708 avec Charles XII de Suède et en 1941 lors de l'offensive allemande.

## Hydrométrie - Les débits à Bobrouisk
Le débit de la Bérézina a été observé pendant 105 ans (1881-1985) à Bobrouisk, ville située à une centaine de kilomètres du confluent de la rivière avec le Dnieper. 
À Bobrouisk, le débit inter annuel moyen ou module observé sur cette période était de 118 m3/s pour une surface drainée de 20 300 km2, soit plus ou moins 83 % du bassin versant total de la rivière.
La lame d'eau écoulée dans cette partie du bassin, tout à fait représentative de l'ensemble de ce dernier du point de vue de l'écoulement, atteint ainsi le chiffre de 184 millimètres par an.